# 普洛皮什鄉
47°07′38″N 22°39′02″E / 47.1272°N 22.6506°E
普洛皮什鄉（羅馬尼亞語：Comuna Plopiș, Sălaj），是羅馬尼亞的鄉份，位於該國西北部，由瑟拉日縣負責管轄，面積80平方公里，海拔高度334米，2007年人口2,585，人口密度每平方公里32人。